# MHC Bennebroek
Mixed Hockey Club Bennebroek is een hockeyclub uit Bennebroek opgericht op 26 april 1965. Aanvankelijk werd gespeeld op het veldje bij de kerk van Adriaan Pauw, in het centrum van het dorp. In plaats van een haan op de torenspits staat hier een pauw. Deze pauw was indertijd een geschenk van de heer Adriaan Pauw. Aan deze pauw dankt de club haar embleem. De club heeft nu 3 kunstgrasvelden (1 blauw en 1 groen semi-waterveld en 1 zandingestrooid veld), gelegen aan de Ringvaart van de Haarlemmermeerpolder. Het eerste herenteam komt uit in de Eerste klasse, en het eerste damesteam in de Tweede klasse.